# Filler (Farbe)
Als Filler, auch Füller (englisch to fill – auffüllen) bezeichnet man eine dickflüssige Farbe, die zum Zweck des Ausgleichens von Oberflächenunebenheiten z. B. beim Modellbau verwendet wird. 
Im Unterschied zur Spachtelmasse wird Filler zumeist durch Spritzlackieren oder mit einem Pinsel aufgetragen. Nach dem Auftragen kann die Oberfläche abgeschliffen werden, um eine Verfeinerung und/oder Glättung zu erzielen. Dieser Vorgang kann auch mehrfach wiederholt werden, um sich nach und nach an eine Form anzunähern.